# Riccardo Bollati
Riccardo Bollati (Novara, 15 gennaio 1858 – Novara, 12 ottobre 1939) è stato un diplomatico e politico italiano.

## Biografia
Nato a Novara da Attilio e Giuseppina Melchiori il 15 gennaio 1858, Riccardo Bollati consegue la laurea in giurisprudenza presso l'Università di Torino il 7 luglio 1877.
Nel 1880 partecipa al concorso diplomatico ed è ammesso nella carriera con Decreto Ministeriale del 10 dicembre 1880. L'anno seguente è destinato a Parigi in qualità di addetto dell'ambasciata retta dal generale Enrico Cialdini. Durante la sua permanenza quadriennale nella capitale francese stringe un rapporto di amicizia con il duca d'Avarna, con il quale condividerà il supporto all'alleanza con gli Imperi asburgico e tedesco (fondata sull'avversione alla politica francese nel Mediterraneo, specie a seguito dello "schiaffo di Tunisi" del 1881). Dopo la promozione a Segretario di Legazione di seconda classe, con Regio Decreto del 30 maggio 1884, viene trasferito all'Ambasciata italiana a Berlino, dove ha l'opportunità di vivere gli ultimi anni di cancellierato di Otto von Bismarck e proseguire i lavori dell'ambasciatore italiano Edoardo De Launay (noto per il suo sostegno alla Triplice Alleanza). Vive nella capitale tedesca dal 1885 al 1891, divenendo fervido ammiratore della Germania.
Nel 1891 è promosso Segretario di Legazione di prima classe e si trasferisce a Bucarest, dove inizia una lunga esperienza diplomatica nella penisola balcanica: oltre ai brevi trasferimenti a Rio de Janeiro e Lisbona nel 1894 e a Washington nel 1896, lavora a Costantinopoli (1895-1896), Belgrado (1896-1898), Budapest (1898-1901), Cettigne (1901-1904) ed Atene (1904-1907). Nello specifico, l'obiettivo essenziale della politica del Bollati nei Balcani è quello di placare gli attriti tra le nazioni della regione, contrastando al tempo stesso un'eccessiva penetrazione austriaca o russa. Con Regio Decreto dell'8 agosto 1902 è promosso Inviato Straordinario e Ministro Plenipotenziario di seconda classe.
Nel corso dell'anno 1907 il Bollati è investito di sei diverse nomine: dapprima a membro della Commissione consultiva incaricata di classificare gli addetti, i segretari ed i consiglieri di legazione; poi a Segretario Generale del Ministero degli Affari Esteri; dunque a Presidente della Commissione speciale per lo studio del riscatto della ferrovia del Gottardo; dopodiché è nominato membro della Commissione per l'avanzamento nelle carriere diplomatica e consolare; successivamente Presidente della Commissione permanente per i trattati di commercio e le tariffe doganali; infine, membro della Commissione permanente per i passaggi dei funzionari dal ruolo diplomatico a quello consolare e viceversa. In particolare, nella carica di Segretario Generale del Ministero collabora con i tre ministri succedutisi alla Consulta sino al 1912 (Tommaso Tittoni, Francesco Guicciardini e Antonino di San Giuliano) per risolvere le gravi crisi internazionali che caratterizzano questa epoca: dalla crisi bosniaca alla guerra di Libia.
Nel 1908 è incaricato delle funzioni di Direttore Generale degli affari politici presso il Ministero degli Affari Esteri, conservando allo stesso tempo il ruolo di Segretario Generale. Con Regio Decreto del 7 luglio 1910, quindi, è promosso Inviato Straordinario e Ministro Plenipotenziario di prima classe.
Alla fine del 1912, proprio all'indomani dell'anticipato rinnovo della Triplice Alleanza, il Bollati viene nominato ambasciatore a Berlino. Data la sua chiara impostazione triplicista, è incaricato di rendere più cordiali e saldi i legami con l'Impero tedesco. Tuttavia, dinanzi all'inconciliabilità delle posizioni di Roma e Vienna ed al riavvicinamento italo-francese del 1913, il Bollati comincia a considerare l'opportunità di una intesa mediterranea con Parigi e Londra (la quale non si concretizzerà per il sopravvenire della crisi europea che condurrà al primo conflitto mondiale).
Il 16 ottobre 1913 è nominato Senatore del Regno d'Italia e si schiera nel gruppo dei liberal-democratici (poi Unione Democratica). Allo scoppio della prima guerra mondiale, coerentemente con il suo passato, sostiene l'entrata in guerra dell'Italia al fianco degli austro-tedeschi. Profondamente deluso dalla dichiarazione di neutralità del governo Salandra, nell'agosto 1914 si reca a Roma per presentare le dimissioni, le quali, tuttavia, non vengono accolte. Nella capitale comprende la volontà del governo di portare il paese in guerra contro gli antichi alleati della Triplice, e una volta rientrato in sede (a Berlino) si batte fortemente per impedirlo, convertendosi in un fervido sostenitore della neutralità. In questo contesto, i rappresentanti italiani presso i paesi dell'Intesa cessano di informare il Bollati della loro azione diplomatica, escludendolo di fatto dal gioco politico-diplomatico del Regno d'Italia. Il 23 maggio 1915, all'atto della dichiarazione di guerra contro l'Austria, il Bollati rientra a Roma, per essere collocato a disposizione del Ministero degli Affari Esteri. Il 14 dicembre 1916 è collocato a riposo.
Nel novembre del 1924 aderisce all'Unione Nazionale di Giovanni Amendola, ed entra a far parte del corrispondente gruppo parlamentare al Senato. Contrario al regime fascista, vive in disparte sino alla sua scomparsa, avvenuta il 12 ottobre 1939 a Novara.